# عراق تودی
عراق تودی (به انگلیسی: Iraq Today) نخستین روزنامه انگلیسی زبان داخلی منتشر شده عراق پیش از سقوط رژیم صدام حسین می‌باشد. نخستین شماره آن در تاریخ ۹ آوریل سال ۲۰۰۳ منتشر شد. شعار آن صدای مستقل عراق است.